# وودمانت (ویرجینیای غربی)
وودمانت (به انگلیسی: Woodmont) یک منطقهٔ مسکونی در ایالات متحده آمریکا است که در شهرستان مورگان، ویرجینیای غربی واقع شده‌است.